# Преображенка (Саратовская область)
Преображенка — село в Пугачёвском районе Саратовской области России. Административный центр Преображенского муниципального образования.

## География
Село находится на северо-западе центральной части района, в степной зоне, в пределах Сыртовой равнины, на правом берегу реки Большой Иргиз, на расстоянии 16 километров к северо-востоку от районного центра города Пугачёва, 85 км от города Балаково. 265 км от областного центра города Саратов. Абсолютная высота — 35 метров над уровнем моря.

## История
Основано как старообрядческая деревня Пузаниха, также Пузановка, по одним данным в 1800 году, по другим — в 1762 году.
В первой четверти XIX века в Пузанихе также получили земли крестьяне-переселенцы из центральной России. Православные жители, переехавшие в село преимущественно из Рязанской губернии, под влиянием иргизских монастырей со временем также перешли в старообрядчество.
В «Списке населённых мест Самарской губернии по данным 1859 года» населённый пункт упомянут как казённая деревня Пузановка Николаевского уезда (3-го стана) при реке Большой Иргиз, расположенная в 8 верстах от уездного города Николаевска. В деревне имелось 279 дворов и проживало 2125 жителей (1020 мужчин и 1105 женщин).
Согласно «Списку населённых мест Самарской губернии по сведениям за 1889 год» в деревне, относившейся к Таволжанской волости, насчитывался 471 двор и проживало 3428 человек (русские, старообрядческого и православного вероисповеданий). В Пузановке имелось 16 ветряных мельниц. Согласно переписи 1897 года в Пузановке проживали 2923 жителя, из них православных — 610, старообрядцев (беспоповцы) — 2312.
В 1898 году началось строительство единоверческой церкви-школы во имя Николая Чудотворца (освящена в 1899 году).
По данным 1910 года в селе Пузаниха (Преображенка) имелось 528 дворов и проживало 3759 человек (1943 мужчины и 1916 женщин). Функционировали церковь, школа грамоты и 11 ветряных мельниц. Помимо единоверческой церкви в селе также имелось несколько старообрядческих молитвенных домов.
В послереволюционные годы все старообрядческие молитвенные дома и единоверческая церковь были закрыты и разрушены, школа преобразована в советскую начальную. Село вошло в Давыдовскую волость Пугачёвского уезда. В 1931 году в Преображенке начала работу ремонтная мастерская табакосовхоза, в 1932 году открылась школа рабочей молодёжи. В 1937 году начальную школу перевели на семилетнее обучение, в 1938 году она стала средней.
В ходе Великой Отечественной войны погибло 195 жителей Преображенки. В 1959 году старое деревянное здание школы полностью сгорело, новая школа на 400 мест была сдана в эксплуатацию в 1961 году. В поздний советский период Преображенка была центром одноимённого сельсовета и центральной усадьбой колхоза имени XXII партсъезда.

## Население
Динамика численности населения по годам:
| Годы      | 1859 | 1889 | 1897 | 1910 | 2002 |
| --------- | ---- | ---- | ---- | ---- | ---- |
| Население | 2125 | 3428 | 2923 | 3759 | 886  |

| 2002 | 2010 |
| ---- | ---- |
| 886  | ↘825 |

Гендерный состав
По данным Всероссийской переписи населения 2010 года в гендерной структуре населения мужчины составляли 46,1 %, женщины — соответственно 53,9 %.
Национальный состав
Согласно результатам переписи 2002 года, в национальной структуре населения русские составляли 71 % из 886 чел.

## Известные уроженцы
- Пономарёв, Виктор Александрович (1961—1994) — Герой Российской Федерации.